# Millán Jiménez
Millán Jiménez Garrido (Calahorra, 16 settembre 2002) è un cestista spagnolo.

## Carriera

### Nazionale
Con la nazionale Under-20 spagnola ha vinto gli Europei di categoria del 2022.